# 仙丸くん
仙丸くん（せんまるくん）は宮城県仙台市近郊の鉄道・バスのフリーきっぷである仙台まるごとパスのマスコット。犬をモチーフにしたキャラクターである。

## プロフィール
- 仙台市出身。オスの3歳。
- 現在の住居は仙台名物笹かまぼこ製造業の家。
- 家族は父、祖母、母、2歳の妹。
- 好物はずんだ餅、笹かまぼこ、牛タン。
- 特技はサッカー、スノーボード、広瀬川での犬かき。

## その他
- プロ野球がどこのファンかは明らかでない（東北楽天ゴールデンイーグルスファンかどうかは不明）